# Другие новости
«Други́е но́вости» — первая информационная телепрограмма без политики, выходившая на «Первом канале» с 31 июля 2006 по 30 мая 2014 года с понедельника по пятницу в 14:00 по МСК. В ней рассказывалось о самом важном, полезном и интересном в мире без политики. В разное время программу вели Сергей Бабаев, Мария Лемешева (2007—2013) и Ольга Ушакова (2011—2014).

## История
Передача выходила в телецентре «Останкино» (откуда также выходили «Новости», «Вечерние новости», «Время» и «Однако»). Изначально Сергей Бабаев вёл передачу один, зимой 2007 года к нему присоединилась Мария Лемешева.
В первые годы существования «Других новостей» выпуски программы завершались дайджестом всего самого интересного, что было показано в видеосюжетах «Других новостей» за неделю. Очень часто в программе появлялся гость — как правило, это были учёные и доктора, юристы и другие люди, связанные с наукой. Подобные интервью не всегда записывались в день эфира программы — в случае, если оно было записано заранее, внизу экрана появлялось уведомление о дате записи. Иногда, если того требовали сложившиеся обстоятельства, такие интервью записывались за пределами телецентра «Останкино», а интервьюерами выступали корреспонденты. Также в первые годы её существования выпуски состояли из нескольких репортажей корреспондентов по тематике программы (досуг, потребительская корзина, экономика, образование, здоровье и экология), блока информации о светской жизни, курсов валют на завтра, анонсов предстоящих телепередач, сериалов и фильмов, международные видеообзоры всего необычного или интересного со всего света.
С 31 июля 2006 по 8 октября 2010 года в прогнозе погоды, который зачитывался ведущим программы, указания температуры воздуха и осадков отображались на студийном мониторе, а на бэкграунде использовалась мелодия Андре Поппа в исполнении оркестра п/у Ф. Пурселя. С 11 октября 2010 по 30 мая 2014 года прогноз погоды (как сейчас в «Новостях», «Вечерних новостях» и «Времени») был бегущей строкой в конце выпуска. Также 11 октября 2010 года в середину программы добавлена рубрика «Народная экономика», которая выходила из ньюсрума «Первого канала». Также она выходила в 15-часовом выпуске новостей и раз в неделю в «Вечерних новостях» и «Ночных новостях». Постоянная ведущая рубрики — Наталья Семенихина, которая с 6 сентября 2010 по 16 июля 2018 года вела программу «Контрольная закупка». В рубрике рассказывалось о последних новостях мира финансов и о новых финансовых законах.
1 июня 2011 года в программу была добавлена кулинарная рубрика «Вся соль» с ведущей Ольгой Баклановой.

## Закрытие
22 марта 2014 года передача отступила от первоначальной концепции и стала включать в себя сюжеты о ситуации на Украине. Она уже стала мало чем отличаться от обычных выпусков новостей и по этой причине было принято решение убрать её с эфира.
30 мая 2014 года состоялся последний выпуск программы, ведущий выпуска — Сергей Бабаев. 2 июня 2014 года передачи «Другие новости», «Дело ваше», «Истина где-то рядом» и «Понять. Простить», которые выходили в таймслоте 11:30—17:30, были закрыты, убраны из сетки вещания «Первого канала» и заменены на повтор прошлого выпуска программы «Сегодня вечером» (по понедельникам) и повтор двух серий вечерних сериалов (со вторника по пятницу). 15 сентября 2014 года это место заняло ток-шоу «Время покажет».